# Bundestagswahlkreis Main-Kinzig – Wetterau II – Schotten
Der Wahlkreis Main-Kinzig – Wetterau II – Schotten (Wahlkreis 174, bis zur Bundestagswahl 2021 Wahlkreis 175) ist ein Bundestagswahlkreis in Hessen, der zur Bundestagswahl 2013 neu eingerichtet wurde. Er umfasst
- vom Main-Kinzig-Kreis die Gemeinden Bad Orb, Bad Soden-Salmünster, Biebergemünd, Birstein, Brachttal, Flörsbachtal, Freigericht, Gelnhausen, Gründau, Jossgrund, Linsengericht, Schlüchtern, Sinntal, Steinau an der Straße und Wächtersbach sowie den Gutsbezirk Spessart
- vom Wetteraukreis die Gemeinden Altenstadt, Büdingen, Gedern, Glauburg, Hirzenhain, Kefenrod, Limeshain und Ortenberg
- vom Vogelsbergkreis die Gemeinde Schotten.[2]

## Geschichte
In Hessen wurde zur Bundestagswahl 2013 die Zahl der Bundestagswahlkreise von 21 auf 22 erhöht. Dabei wurde in Osthessen die Wahlkreisgliederung grundlegend geändert und ein zusätzlicher Wahlkreis Main-Kinzig – Wetterau II – Schotten eingerichtet. Der neue Wahlkreis wurde aus Gebieten gebildet, die vorher zu den Wahlkreisen Gießen, Fulda, Wetterau und Hanau gehörten.

## Wahlkreisabgeordnete
| Wahl | Abgeordneter | Abgeordneter        | Partei | Stimmen in % |
| ---- | ------------ | ------------------- | ------ | ------------ |
| 2017 |              | Peter Tauber        | CDU    | 36,4         |
| 2021 |              | Bettina Müller      | SPD    | 30,5         |
| 2025 |              | Johannes Wiegelmann | CDU    | 34,1         |

## Wahlergebnisse

### Bundestagswahl 2025
| Kandidaten                                            | Kandidaten                       | Parteien/Listen     | Erststimmen | Erststimmen | Zweitstimmen | Zweitstimmen |
| Kandidaten                                            | Kandidaten                       | Parteien/Listen     | Stimmen     | %           | Stimmen      | %            |
| ----------------------------------------------------- | -------------------------------- | ------------------- | ----------- | ----------- | ------------ | ------------ |
|                                                       | Michael Neuner                   | SPD                 | 29.795      | 20,5        | 23.746       | 16,3         |
|                                                       | Johannes Wiegelmanngewählt im WK | CDU                 | 49.613      | 34,1        | 44.475       | 30,5         |
|                                                       | Philip Holger Schinkel           | GRÜNE               | 10.739      | 7,4         | 12.820       | 8,8          |
|                                                       | Markus Alexander Schmidt         | FDP                 | 4.755       | 3,3         | 6.777        | 4,7          |
|                                                       | Jürgen Günter Mohn               | AfD                 | 36.229      | 24,9        | 36.169       | 24,8         |
|                                                       | Helge Georg Fitz                 | Die Linke           | 7.063       | 4,9         | 8.356        | 5,7          |
|                                                       | Liam Alexander Ulrich            | FREIE WÄHLER        | 4.510       | 3,1         | 2.769        | 1,9          |
|                                                       | —                                | Tierschutzpartei    | –           | –           | 2.194        | 1,5          |
|                                                       | —                                | Die PARTEI          | –           | –           | 793          | 0,5          |
|                                                       | Samuel Mergenthal                | Volt                | 1.722       | 1,2         | 978          | 0,7          |
|                                                       | —                                | PdH                 | –           | –           | 101          | 0,1          |
|                                                       | —                                | MLPD                | –           | –           | 37           | 0,0          |
|                                                       | Marco Groh                       | BÜNDNIS DEUTSCHLAND | 877         | 0,6         | 364          | 0,2          |
|                                                       | —                                | BSW                 | –           | –           | 6.045        | 4,2          |
| Gesamt                                                | Gesamt                           | Gesamt              | 145.303     | 100         | 145.624      | 100          |
|                                                       |                                  |                     |             |             |              |              |
| Ungültige Stimmen                                     | Ungültige Stimmen                | Ungültige Stimmen   | 1.616       | 1,1         | 1.295        | 0,9          |
| Wähler                                                | Wähler                           | Wähler              | 146.919     | 83,7        | 146.919      | 83,7         |
| Wahlberechtigte                                       | Wahlberechtigte                  | Wahlberechtigte     | 175.443     |             | 175.443      |              |
|                                                       |                                  |                     |             |             |              |              |
| Quellen: Die Bundeswahlleiterin, Kandidaten – Stimmen |                                  |                     |             |             |              |              |

### Bundestagswahl 2021
| Direktkandidat         | Partei                | Erststimmen in % | Zweitstimmen in % |
| ---------------------- | --------------------- | ---------------- | ----------------- |
| Johannes Wiegelmann    | CDU                   | 27,5             | 24,2              |
| Bettina Müller         | SPD                   | 30,5             | 27,4              |
| Mariana Harder-Kühnel  | AfD                   | 13,0             | 12,6              |
| Andrea Rahn-Farr       | FDP                   | 11,2             | 12,6              |
| Stella Luise Smith     | Die LINKE             | 3,0              | 3,2               |
| Knut Maximilian Kiesel | Bündnis 90/Die Grünen | 9,4              | 11,1              |
| Carsten Hildebrandt    | FREIE WÄHLER          | 3,7              | 2,5               |
| Brigitte Meyer-Simon   | dieBasis              | 1,6              | 1,4               |

### Bundestagswahl 2017
Die Bundestagswahl 2017 fand am 24. September statt. In Hessen wollten sich 20 Parteien mit ihrer Landesliste bewerben; die Allianz Deutscher Demokraten zog ihre Bewerbung zurück. Die Violetten wurden vom Landeswahlausschuss zurückgewiesen, da nicht die erforderlichen zweitausend Unterschriften zur Unterstützung vorgelegt wurden. Somit bewarben sich 18 Parteien mit ihren Landeslisten in Hessen. Auf den Landeslisten kandidieren insgesamt 353 Bewerber, davon nicht ganz ein Drittel (114) Frauen.
Peter Tauber gewann erneut das Direktmandat. Bettina Müller und Mariana Harder-Kühnel zogen über die Landeslisten ihrer Parteien in den Bundestag ein.
| Gegenstand der Nachweisung | Gegenstand der Nachweisung | Erst- stimmen | Erst- stimmen | Zweit- stimmen | Zweit- stimmen |
| Bewerber                   | Partei                     | Anzahl        | %             | Anzahl         | %              |
| -------------------------- | -------------------------- | ------------- | ------------- | -------------- | -------------- |
| Wahlberechtigte            | Wahlberechtigte            | 179307        |               |                |                |
| Wähler                     | Wähler                     | 138193        | 77,1          |                |                |
| Ungültige Stimmen          | Ungültige Stimmen          | 2324          | 1,7           | 2167           | 1,6            |
| Gültige Stimmen            | Gültige Stimmen            | 135869        | 98,3          | 136026         | 98,4           |
| davon                      |                            |               |               |                |                |
| Peter Tauber               | CDU                        | 49479         | 36,4          | 43147          | 31,7           |
| Bettina Müller             | SPD                        | 38462         | 28,3          | 32069          | 23,6           |
| Matthias Zach              | GRÜNE                      | 7346          | 5,4           | 9614           | 7,1            |
| Dirk Udo Methfessel        | DIE LINKE                  | 8007          | 5,9           | 8938           | 6,6            |
| Mariana Iris Harder-Kühnel | AfD                        | 20172         | 14,8          | 20927          | 15,4           |
| Pierre Kurth               | FDP                        | 8326          | 6,3           | 14144          | 10,4           |
|                            | PIRATEN                    |               |               | 549            | 0,4            |
| Daniel Lachmann            | NPD                        | 1212          | 0,9           | 1249           | 0,9            |
| Ulrich Majunke             | FREIE WÄHLER               | 2865          | 2,1           | 1590           | 1,2            |
|                            | Die PARTEI                 |               |               | 1142           | 0,8            |
|                            | Büso                       |               |               | 42             | 0,0            |
|                            | MLPD                       |               |               | 37             | 0,0            |
|                            | BGE                        |               |               | 208            | 0,2            |
|                            | DKP                        |               |               | 22             | 0,0            |
|                            | DM                         |               |               | 222            | 0,2            |
|                            | ÖDP                        |               |               | 249            | 0,2            |
|                            | Tierschutzpartei           |               |               | 1668           | 1,2            |
|                            | V-Partei³                  |               |               | 209            | 0,2            |

### Bundestagswahl 2013
Die Bundestagswahl 2013 fand am Sonntag, dem 22. September, zusammen mit der Landtagswahl in Hessen 2013, statt. In Hessen hatten sich 16 Parteien um einen Listenplatz beworben. Die ödp hatte ihre Liste zurückgezogen. Somit standen 15 Parteien landesweit zur Wahl.
| Direktkandidat     | Partei                         | Erststimmen in % | Zweitstimmen in % |
| ------------------ | ------------------------------ | ---------------- | ----------------- |
| Peter Tauber       | CDU                            | 48,8             | 41,2              |
| Bettina Müller     | SPD                            | 32,4             | 27,8              |
| Conrad Buchholz    | FDP                            | 2,3              | 5,1               |
| Udo Gernot Weiß    | Bündnis 90/Die Grünen          | 5,4              | 7,7               |
| Andreas Müller     | Die Linke                      | 5,3              | 5,5               |
| Reinhard Schaffert | Piratenpartei                  | 3,0              | 2,1               |
| Daniel Lachmann    | NPD                            | 2,8              | 2,1               |
| –                  | Die Republikaner               | –                | 0,4               |
| –                  | BüSo                           | –                | 0,1               |
| –                  | MLPD                           | –                | 0,0               |
| –                  | AfD                            | –                | 6,4               |
| –                  | Bürgerbewegung pro Deutschland | –                | 0,2               |
| –                  | Freie Wähler                   | –                | 1,0               |
| –                  | Die PARTEI                     | –                | 0,5               |
| –                  | PSG                            | –                | 0,1               |